# Дева Мэриан
Де́ва Мэ́риан (англ. Maid Marian) — персонаж английского фольклора, возлюбленная (в некоторых историях — жена) Робин Гуда.

## Описание
Красивая (красотой превосходящая Елену Прекрасную, Розамунду Клиффорд и Джейн Шор), уверенная в себе девушка, искренне любящая благородного разбойника Робин Гуда, «сильная женщина». В ранних историях являлась пастушкой овец или просто деревенской жительницей, в более поздних историях описывается как дворянка. Является предметом любовного интереса не только Робин Гуда, но и его главного врага — Гая Гисборна, а иногда даже Принца Джона.

В некоторых историях упоминается имя отца Мэриан — Роберт Фицуотер, но ни о её матери, ни о других родственниках упоминаний не встречается. По вероисповеданию Мэриан — христианка, по национальности — англичанка, хотя в некоторых историях она представлена француженкой. Существует гипотеза, что образ девы Мариан мог попасть в Англию из старинной французской пасторали «Пастух Робин и пастушка Марион».
Некоторые исследователи полагают, что Дева Мэриан является персонификацией Богородицы (ср. Maid Marian → Virgin Mary) или Марии Магдалины; в нём также прослеживаются отголоски языческих поверий. В некоторых версиях баллад о Робине Дева Мэриан изображалась распутной женщиной, любовницей Брата Тука.

## История
Дева Мэриан как персонаж не встречается ни в каких текстах до баллад о Робин Гуде. В разных произведениях также упоминается под именами Клоринда, Матильда (Фицуотер) и некоторыми другими, причём её имя могло меняться в рамках одного текста. Неизвестно, было ли это вызвано невнимательностью авторов или они вкладывали в это смысл, что она сменила своё имя после встречи (брака) с Робин Гудом.
Писатели конца XIX — начала XX века часто делали Мэриан более слабой, чем в балладах, например, она падала в обморок при виде крови. К нашему времени образ Девы Мэриан почти не изменился со времён Средневековья, разве что многие авторы стали делать её благородного происхождения, а не крестьянкой-пастушкой, а также добавляют в её характер больше мужественных черт (например, в нескольких эпизодах ряда телесериалов Мэриан в целях маскировки переодевается мужчиной и успешно действует под этой личиной). Последний факт причисляет «современную» Деву Мэриан к числу персонажей, о которых любят писать писательницы-феминистки.
Дева Мэриан является важной фигурой праздников День мая и Уитсан (День Святой Троицы в Британии и Ирландии).

## В книгах и пьесах
Дева Мэриан играет главную (или весьма заметную) роль в следующих книгах и пьесах:
- 1282—1285 — «Игра о Робене и Марион» Адама де ла Аля (возможно, первая нерелигиозная пьеса европейского театра)
- 1598—1601 — «Падение и смерть Роберта, графа Хантингтонского[англ.]» Энтони Мандея (возможно, в соавторстве с Генри Четтлом[англ.])[10]
- 1640 — «Печальный пастух» Бена Джонсона
- 1822 — «Дева Мэриан[англ.]» Томаса Пикока
- 1882—1898 — «О рождении, воспитании, доблести и женитьбе Робин Гуда» и «Робин Гуд и дева Мэриан» — 149-я и 150-я «Баллада Чайлда»
- 1992 — «Леди Леса[англ.]» Дженнифер Роберсон[англ.]
- 1993 — «Лесная жена» Терезы Томлинсон[англ.][1]
- 1998 — «Дитя мая» Терезы Томлинсон
- 1999 — «Леди Шервуда[англ.]» Дженнифер Роберсон
- 2000 — «Тропа волчицы» Терезы Томлинсон

## В кино и на телевидении
| Роль Девы Мэриан на широком экране исполняли: - 1912 — Барбара Теннант в фильме «Робин Гуд» - 1922 — Энид Беннетт в фильме «Робин Гуд» - 1938 — Оливия Де Хэвилленд в фильме «Приключения Робин Гуда»; а также архивная съёмка типа «кино в кино» в фильме «Новый кинотеатр „Парадизо“» (1988) - 1950 — Диана Линн в фильме «Месть Робин Гуда» - 1952 — Джоан Райс в фильме «История Робин Гуда и его Весёлых Разбойников» - 1960 — Сара Брэнч в фильме «Меч Шервудского леса» - 1964 — Барбара Раш в фильме «Робин и 7 гангстеров» - 1967 — Гэй Хэмилтон в фильме «Вызов Робин Гуду» - 1971 — Сильвия Дионисио в фильме «Лук Робина Гуда» - 1973 — Моника Эванс в мультфильме «Робин Гуд» (озвучивание) - 1975 — Регина Разума в фильме «Стрелы Робин Гуда» - 1976 — Одри Хепбёрн в фильме «Робин и Мэриан» - 1991 — Мэри Элизабет Мастрантонио в фильме «Робин Гуд: Принц воров» - 1993 — Эми Ясбек в фильме «Робин Гуд: Мужчины в трико» - 1999 — Кейт Мосс в к/м фильме «Черная Гадюка туда-сюда» - 2010 — Кейт Бланшетт в фильме «Робин Гуд» - 2018 — Ив Хьюсон в фильме «Робин Гуд: Начало» | Роль Девы Мэриан в телефильмах, сериалах и аниме исполняли: - 1955—1957 — Бернадетт О’Фаррелл в сериале «Приключения Робин Гуда» - 1957—1959 — Патрисия Дрисколл в сериале «Приключения Робин Гуда» - 1966 — Барбара Николс в эпизодах «Стреляй кривой стрелой» и «Иди по прямой узкой дорожке» сериала «Бэтмен» - 1975 — Мисти Роу в сериале «Гнилое старое время» - 1984 — Морган Фэйрчайлд в телефильме «Сумасшедшие приключения Робин Гуда» - 1984—1986 — Джуди Тротт в сериале «Робин из Шервуда» - 1989—1994 — Кейт Лонерган в сериале «Дева Мэриан и её Весёлые Разбойники» - 1990—1992 — Наоко Мацуи в аниме «Похождения Робина Гуда» (озвучивание) - 1991 — Ума Турман в телефильме «Робин Гуд» - 1991—1992 — Аник Матерн в мультсериале «Молодой Робин Гуд» (озвучивание) - 1997 — Анна Галвин в сериале «Новые приключения Робина Гуда» - 1998 — Барбара Гриффин в сериале «Новые приключения Робина Гуда» - 2001 — Ханна Крессуэлл в телефильме «Дочь Робин Гуда: Принцесса воров» (только голос) - 2006—2009 — Люси Гриффитс в сериале «Робин Гуд» - 2013—2015 — Кристи Лэйнг в сериале «Однажды в сказке» - 2014 — Сабрина Бартлетт в эпизоде «Робот из Шервуда» сериала «Доктор Кто» - 2014—2016 — Сара Наточенни в мультсериале «Робин Гуд: Проказник из Шервуда» (озвучивание) |

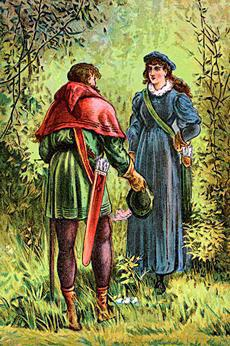
«Робин Гуд и Дева Мэриан», ок. 1880 г.
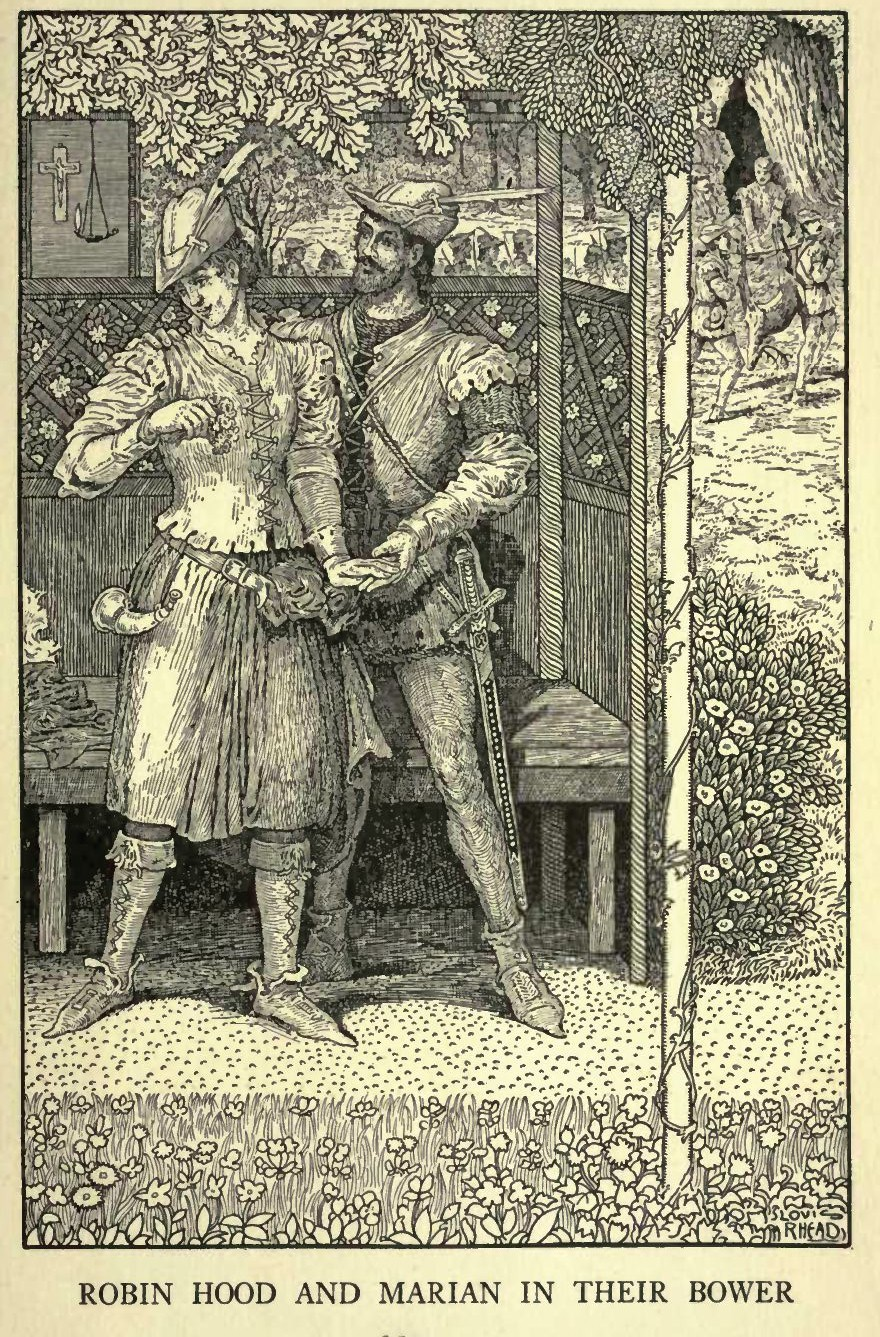
«Робин Гуд и Дева Мэриан под своей перголой», 1912 г.
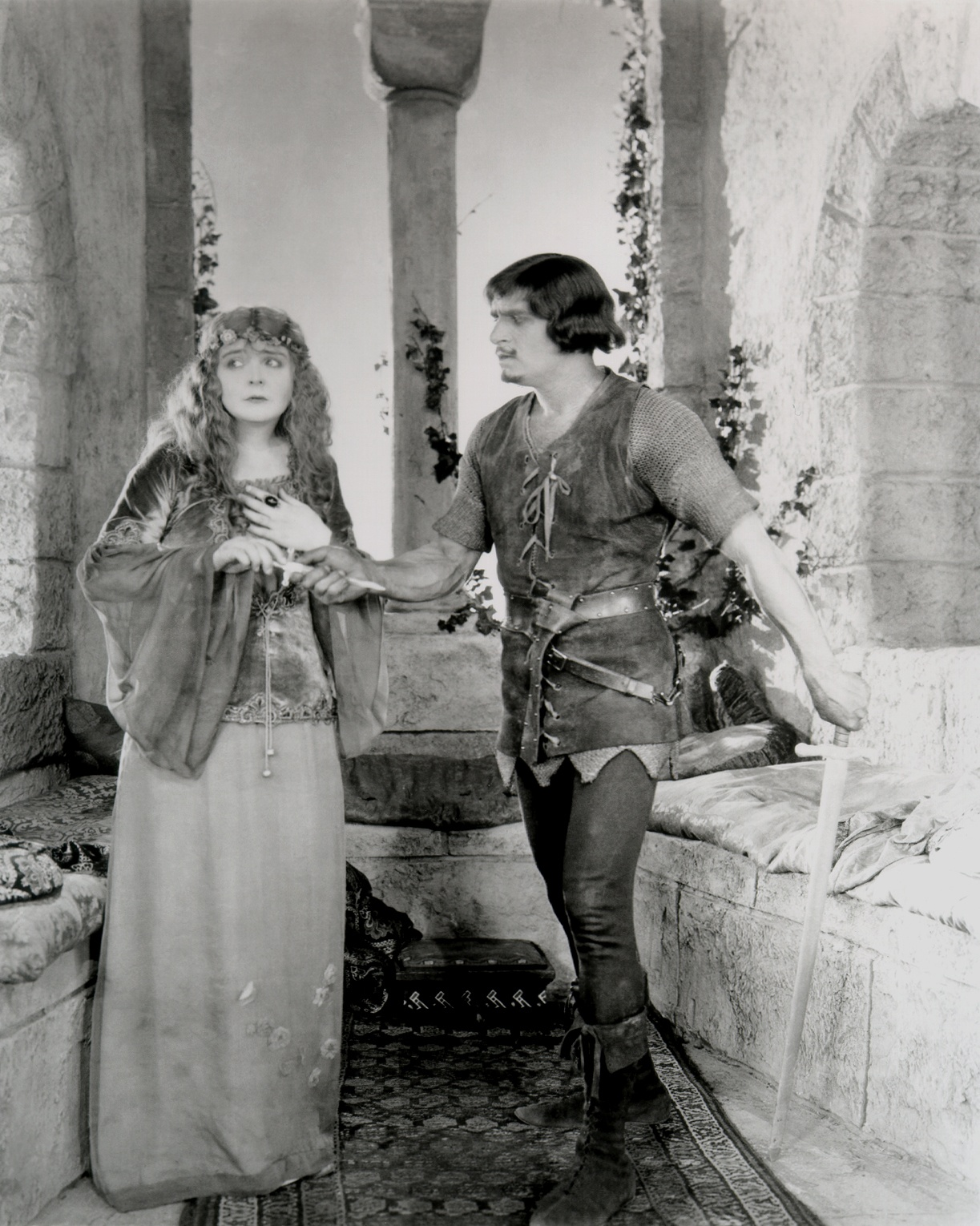
Энид Беннетт в роли Девы Мэриан в фильме «Робин Гуд» (1922)
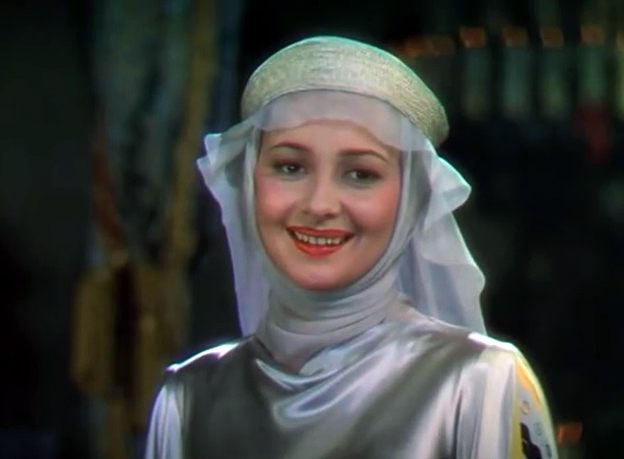
Оливия Де Хэвилленд в роли Девы Мэриан в фильме «Приключения Робин Гуда» (1938)
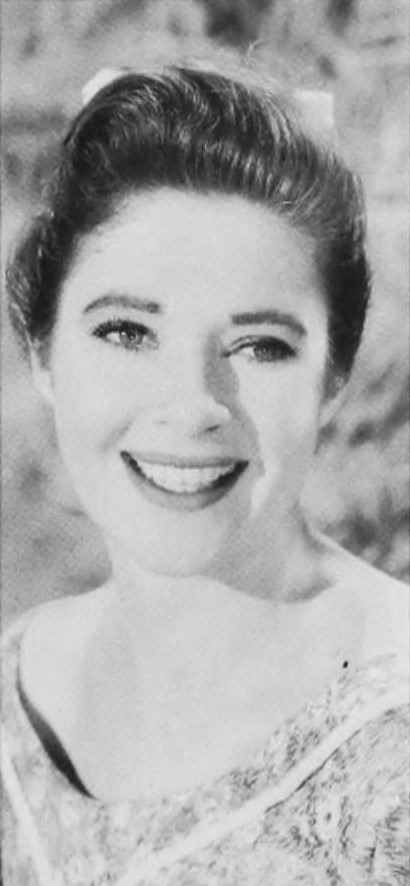
Бернадетт О’Фаррелл[англ.] в роли Девы Мэриан в сериале «Приключения Робин Гуда» (1959)
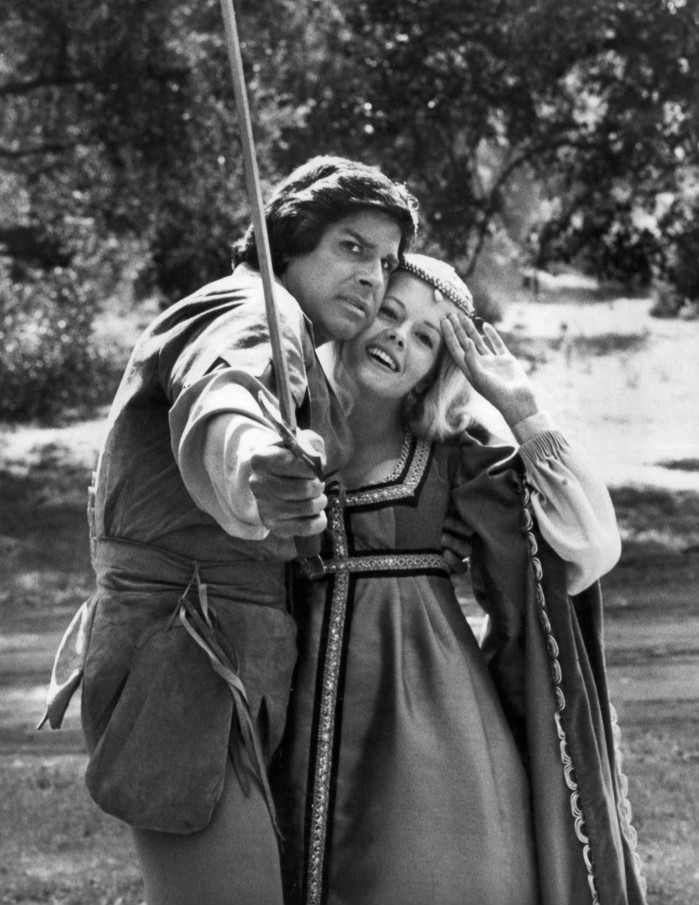
Мисти Роу[англ.] в роли Девы Мэриан в сериале «Гнилое старое время[англ.]» (1975)